# Балатональмаді
Балатональмаді (угор. Balatonalmádi) — місто на заході Угорщини в медьє Веспрем. Населення — 8542 осіб (2001).

## Розташування
Місто розташоване на узбережжі Балатона, біля північно-східного краю озера, за 15 кілометрів на південний схід від столиці медьє — Веспрема і на такій же відстані в північний схід від Балатонфюреда. Через місто проходять автомобільна дорога і залізниця, що ведуть уздовж північного узбережжя Балатону.

## Історія
Даний край уже в римські часи був населеним. 
Перша письмова згадка про Балатоальмаді датується 1082 роком а про Верешберені 1109 роком.
У 1877 році Лерінц Бреннер створив купальню з вісьмома кабінами, так почався розвиток курорту. 
Місто утворене злиттям декількох сіл, в 1952 році до Балатональмаді був приєднаний Капталанфюред, в 1971 році — Верешберені.